# Without Men
Without Men és una pel·lícula de comèdia romàntica del 2011 dirigida per Gabriela Tagliavini i protagonitzada per Eva Longoria, Christian Slater, Kate del Castillo i Oscar Nuñez. Està basat en la novel·la Tales from the Town of Widows de James Cañón.

## Argument
Les dones d'un poble llatinoamericà es valen per si soles després que els seus marits són reclutats per lluitar en una guerra de guerrilles. La comèdia, l'amor lèsbic i les conseqüències inesperades sorgeixen quan els homes tornen i descobreixen que ja no se'ls permet estar al capdavant.

## Repartiment
- Eva Longoria - Rosalba Viuda de Patiño
- Christian Slater - Gordon Smith
- Oscar Nuñez - Pare Rafael
- Kate del Castillo - Cleotilde Huaniso
- Guillermo Díaz - Campo Elias
- María Conchita Alonso - Lucrecia
- Camryn Manheim - Cap
- Paul Rodriguez - Camacho
- Mónica Huarte - Cecilia
- Yvette Yates - Virgelina

## Recepció
Robert Koehler de Variety a va anomenar una "comèdia sexual barata farcida d'actors atracants i cinema a escala televisiva".
Va generar una petita polèmica a Espanya quan fou retirada de la programació del Festival Internacional de Cinema Gai i Lèsbic de Barcelona, on era prevista com a pel·lícula d'inauguració, pel fet que fou estrenada censurada a Espanya, retirant totes les escenes lèsbiques.